# Jörg Kiesewetter
Jörg Kiesewetter (* 22. März 1980 in Wolfen) ist ein deutscher Politiker (CDU) und war Mitglied des Sächsischen Landtages von 2014 bis 2024.

## Beruf und Ehrenamt
Kiesewetter legte 1999 sein Abitur am Wirtschaftsgymnasium Delitzsch ab. Danach studierte er am Fachbereich Sozialverwaltung und -versicherung und erlangte einen Abschluss als Diplom-Verwaltungswirt (FH) an der Fachhochschule der Sächsischen Verwaltung Meißen (FHSV). 2003 wurde er Angestellter beim Landkreis Delitzsch, war 2006 bis 2007 dort Sachgebietsleiter und anschließend 2007 bis 2008 Amtsleiter des Amtes für Jugend und Soziales des Landkreises Delitzsch. Von 2008 bis 2011 war er Leiter der Ausländerbehörde des Landkreises Nordsachsen und dann von 2012 bis 2014 Bereichsleiter SGB II im dortigen Jobcenter.
2002 trat er der CDU bei und wurde stellvertretender Vorsitzender des CDU-Stadtverbandes Delitzsch. Er ist zudem Beisitzer im Kreisvorstand der CDU Nordsachsen und im Landesvorstand der Ost- und Mitteldeutschen Vereinigung. Er ist auch Mitglied des Netzwerkes Integration (ehemals: Aussiedlerbeauftragten-Konferenz) der CDU Deutschlands.
Im Ehrenamt ist er Vorsitzender der evangelischen Kirchgemeinde Laue sowie Mitglied der Freiwilligen Feuerwehr und des Diakonischen Werkes Delitzsch. Kiesewetter ist ledig und Vater eines Kindes.

## Politische Wahlämter
Bei den Kommunalwahlen in Sachsen 2004 wurde er zum Mitglied des Stadtrates von Delitzsch gewählt und gehört der Ratsversammlung bis 2024 an. Er ist ehrenamtlich Aufsichtsratsmitglied der Stadtwerke Delitzsch.
Bei der Landtagswahl in Sachsen am 31. August 2014 trat er als Direktkandidat im Wahlkreis 35 (Nordsachsen 2) an und wurde mit 45,1 % der Stimmen direkt in den Sächsischen Landtag gewählt. Er ist dort Mitglied im Verfassungs- und Rechtsausschuss und im Ausschuss für Soziales, Verbraucherschutz, Gleichstellung und Integration.
Kiesewetter ist Vizepräsident des Parlamentarischen Forums Mittel- und Osteuropa e.V., einer überparteilichen Vereinigung sächsischer Parlamentarier und Verantwortungsträger aus Wirtschaft und Gesellschaft, die eine Zusammenarbeit zwischen sächsischen sowie mittel- und osteuropäischen Akteuren aus Politik und Verwaltung fördert, mit dem Ziel, Wirtschaft, Wissenschaft, Kultur und gesellschaftliche Entwicklungen zu unterstützen.
Bei der Landtagswahl in Sachsen 2019 wurde er im Wahlkreis Nordsachsen 1 mit 35,4 % Prozent der Direktstimmen zum Wahlkreisabgeordneten gewählt. Zur Landtagswahl in Sachsen 2024 trat Kiesewetter nicht erneut an. Als Nachfolgerin wurde Tina Trompter als direkte Landtagsabgeordnete gewählt.

## Belege
1. ↑  Landtagswahl Sachsen 2019 Ergebnisse Wahlkreis Nordsachsen 1, abgerufen am 3. September 2019.

| Personendaten    | Personendaten                  |
| ---------------- | ------------------------------ |
| NAME             | Kiesewetter, Jörg              |
| KURZBESCHREIBUNG | deutscher Politiker (CDU), MdL |
| GEBURTSDATUM     | 22. März 1980                  |
| GEBURTSORT       | Wolfen                         |